# Saintpaulia ulugurensis
Saintpaulia ulugurensis är en tvåhjärtbladig växtart som beskrevs av Haston. Saintpaulia ulugurensis ingår i släktet Saintpaulia och familjen Gesneriaceae. Inga underarter finns listade i Catalogue of Life.